# Varberg Energi Arena
Varberg Energi Arena (do 2020 roku Påskbergsvallen) – wielofunkcyjny stadion w Varbergu, w Szwecji. Został otwarty 2 lipca 1925 roku przy udziale króla Gustawa V. Obiekt może pomieścić 4500 widzów. Swoje spotkania rozgrywają na nim piłkarze klubu Varbergs BoIS, którzy w sezonie 2019 uzyskali historyczny awans do Allsvenskan.